# Liga Panameña de Radioaficionados
Die Liga Panameña de Radioaficionados (LPR), deutsch „Panamaischer Amateurfunkverband“, ist die nationale Vereinigung der Funkamateure in Panama.

## Geschichte
Am 28. Januar 1947 traf sich eine Gruppe panamaischer Funkamateure gegen 19:30 Uhr in den Räumlichkeiten des Radiosenders La Voz Del Pueblo („Die Stimme des Volkes“) in Panama-Stadt. Auf dieser Sitzung wurde der erste Verwaltungsrat der neugegründeten LPR gewählt. Erster Präsident wurde Emerito Nuñez, HP1EN. Außer dem Präsidenten gab es noch den Sekretär, den Schatzmeister und sechs weitere Gründungsmitglieder. Seit dieser Zeit hat die LPR unter anderem die folgenden Meilensteine erreicht:
- 1951 – Gesetz zum Schutz von Funkamateuren und Vergabe von Lizenzen.
- 1962 – Das Gebäude der Klubstation HP1LR wird errichtet.
- 1969 – Erste Amateurfunkrelais werden in Betrieb genommen.
- 1972 – Zusammenarbeit mit der von Naturkatastrophen betroffenen Bevölkerung in Nicaragua und Honduras.
- 1975 – Unterstützung für die durch ein Erdbeben betroffenen Menschen in Guatemala.
- 1982 – Erteilung von Einzellizenzen für Funkamateure.

Getreu ihrem Motto Al Servicio de la Comunidad („Im Dienst der Gemeinschaft“) erbringt die Liga seit mehr als 50 Jahren wertvolle, effektive und selbstlose Hilfeleistungen in Notsituationen. Ferner hütet und verteidigt sie die Nutzungsrechte der Funkamateure in Bezug auf die ihnen zugeteilten Amateurfunkbänder.
Die LPR ist Mitglied in der International Amateur Radio Union (IARU Region 2), der internationalen Vereinigung von Amateurfunkverbänden, und vertritt dort die Interessen der Funkamateure des Landes.